# Ichneumon taylorae
Ichneumon taylorae is een vliesvleugelig insect (orde Hymenoptera) uit de familie van de gewone sluipwespen (Ichneumonidae). De wetenschappelijke naam van de soort werd in 2016 door Rebecca Kittel gepubliceerd als nomen novum voor Ichneumon ochropus Cuvier, 1833. Die naam was in 1790 door Johann Friedrich Gmelin al vergeven aan een andere sluipwesp.
De naam gedenkt Charlotte de Bernier Taylor (1806–1863), een Amerikaans entomologe.